# 1Password
1Password es un gestor de contraseñas desarrollado por AgileBits Inc. Proporciona un lugar para que los usuarios almacenen varias contraseñas, licencias de software y otra información sensible en una bóveda virtual que se bloquea con una contraseña maestra protegida por PBKDF2. Por defecto, la bóveda cifrada del usuario se aloja en los servidores de AgileBits por una cuota mensual. La empresa tiene su sede en Toronto.

## Sincronización de archivos con contraseña
1Password puede configurarse a través de 1Password.com, un servicio de sincronización de servidores de pago por suscripción que mantienen los desarrolladores. La sincronización local por Wi-Fi y por iCloud solo estaba disponible en iOS y macOS en versiones anteriores.
En 2017, se introdujo la función Modo Viaje para los suscriptores de 1Password.com, que permite omitir las entradas de contraseñas no etiquetadas como seguras para viajar del almacenamiento local de un dispositivo concreto, lo que reduce el impacto de verse obligado por los funcionarios a desbloquear el acceso en los pasos fronterizos de los países.

## Extensiones del navegador
1Password se integra con los navegadores de escritorio como Safari, Chrome, Firefox, Edge y Opera. La extensión puede recordar los inicios de sesión de los sitios web, rellenar los inicios de sesión de los sitios web automáticamente y generar contraseñas aleatorias para los nuevos sitios web.
Para utilizar las extensiones del navegador, el usuario debe tener derechos administrativos en el ordenador donde está instalado el navegador. Esto ha sido un problema con los usuarios en un PC asignado por un lugar de trabajo sin derechos de administrador. Para solucionar este problema, 1Password ofrece planes con una cuota de suscripción mensual dirigida a las empresas que permite el acceso por Internet a sus nombres de usuario y contraseñas, que pueden copiarse y pegarse en las pantallas de acceso. También hay planes para uso familiar e individual.
1Password también ofrece una extensión independiente llamada 1Password X, disponible para Firefox, Chrome y Opera. 1Password X está diseñado para funcionar sin una aplicación de escritorio complementaria, pero se requiere una suscripción a 1Password.com.
En cuanto a los móviles, 1Password ofrece integración con los navegadores y las aplicaciones de los dispositivos iOS y Android mediante varios métodos. Hay métodos más cómodos para rellenar y guardar la información de acceso en iOS 12 y Androide Oreo (y superior), respectivamente.

## Historia
En un artículo de Consumer Reports de 2017, Dan Guido, el CEO de Trail of Bits, enumeró 1Password como un gestor de contraseñas popular (junto con Dashlane, KeePass y LastPass), y la elección entre ellos depende principalmente de las preferencias personales.
Antes de 1Password 7, y del paso a un servicio puramente basado en la suscripción en 2018, 1Password podía configurarse para almacenar únicamente archivos de contraseñas de forma local, y no sincronizar con servidores remotos, tras adquirir una licencia de software (64.99 dólares en 2018) A partir de diciembre de 2019, los usuarios de Mac pueden seguir comprando una licencia perpetua de 1Password 7 desde la app. El navegador de Apple, Safari v13, imposibilita la instalación de la extensión 1Password v6, lo que obliga a los usuarios a actualizar a 1Password v7.
El 14 de noviembre de 2019, 1Password anunció una asociación con la firma de capital riesgo Accel, que invirtió 200 millones de dólares en una ronda de financiación de serie A y obtuvo una participación minoritaria en la empresa Fue la primera financiación externa en la historia de 1Password, y la mayor inversión individual que Accel había realizado hasta la fecha.
En 2021, 1Password adquirió SecretHub, una empresa holandesa de ciberseguridad. También recaudó 100 millones de dólares de financiación con una valoración de 2000 millones de dólares.
En enero de 2022, 1Password recaudó una ronda de serie C de 620 millones de dólares, la mayor ronda de financiación de la historia de Canadá, liderada por Iconiq Growth, aumentando la valoración de la empresa a 6.800 millones de dólares. Los inversores individuales más destacados que participaron en esta ronda fueron Ryan Reynolds, Robert Downey Jr. y Justin Timberlake.
En marzo de 2022, Ryan Reynolds protagonizó un anuncio de 1Password de su agencia creativa, Maximum Effort, en el que aparece el club de fútbol galés del que Reynolds es copropietario, el Wrexham A.F.C.